# ألف أندروود
ألف أندروود (بالإنجليزية: Alf Underwood)‏ (1869 في المملكة المتحدة - 8 أكتوبر 1928 في المملكة المتحدة) هو لاعب كرة قدم بريطاني (وحمل سابقاً جنسية المملكة المتحدة لبريطانيا العظمى وأيرلندا) في مركز الدفاع. شارك مع منتخب إنجلترا لكرة القدم. أما مع النوادي، فقد لعب مع ستوك سيتي.

## وصلات خارجية
- ألف أندروود على موقع قاعدة بيانات كرة القدم.إي يو (الإنجليزية)
- ألف أندروود على موقع ناشيونال فوتبول تيمز (الإنجليزية)